# Аркаси
Арка́си (рос. Аркасы, чув. Аркасси) — присілок у складі Чебоксарського району Чувашії, Росія. Входить до складу Сіньяльського сільського поселення.
Населення — 125 осіб (2010; 96 у 2002).
Національний склад:
- чуваші — 100 %